# Sten Orrenius
Sten Gösta Orrenius, född den 14 februari 1937 i Motala, död den 27 april 2020 i Stockholm, var en svensk läkare och toxikolog.

## Biografi
Orrenius var 1971–1984 professor i rättsmedicin och 1984–2003 professor i toxikologi vid Karolinska Institutet. Han var dekanus vid Karolinska Institutet 1980-1987. Orrenius grundade 1988 Institutet för miljömedicin (IMM), och var prefekt där till 1999. Han blev 1989 ledamot av Vetenskapsakademien och var ledamot av Karolinska Institutets Nobelkommitté från 1983. Orrenius var från 2004 ledamot av styrelsen för Rolf Lufts Stiftelse för diabetesforskning. Han promoverades till hedersdoktor vid Stockholms universitet 1982.

### Familj
Sten Orrenius var kusin till Hans Orrenius, som är far till Niklas och Johan Orrenius.